# کلاود کریک (اکلاهما)
کلاود کریک(به انگلیسی: Cloud Creek) شهری در ایالت اکلاهما کشور ایالات متحده آمریکا است که جمعیت آن در سرشماری سال ۲۰۱۰ میلادی، ۱۲۱ نفر بوده‌است.